# 葉夫根尼·帕通
叶夫根尼·奥斯卡罗维奇·帕通（羅馬化：Yevhen Oskarovych Paton，羅馬化：Yevgeniy Oskarovich Paton；1870年3月5日—1953年8月12日），烏克蘭裔帝俄及苏联工程师，在1934年於基輔建立了帕通电焊研究所。在1946年至1953年間擔任苏联最高苏维埃代表。他是鲍里斯·帕通的父亲。